# Grebenhagen (Schwarzenborn)
Grebenhagen ist ein Stadtteil von Schwarzenborn im nordhessischen Schwalm-Eder-Kreis.
Grebenhagen liegt im Knüllgebirge an der Efze und am Knüllköpfchen. Im Ort treffen sich die Landesstraßen 3154 und 3155.
Erstmals urkundlich erwähnt wurde das Dorf im Jahre 1250.
Am 1. Januar 1974 wurde im Zuge der Gebietsreform in Hessen  die bis dahin eigenständige Gemeinde Grebenhagen aus dem Landkreis Fritzlar-Homberg kraft Landesgesetz in die Stadt Schwarzenborn eingemeindet.

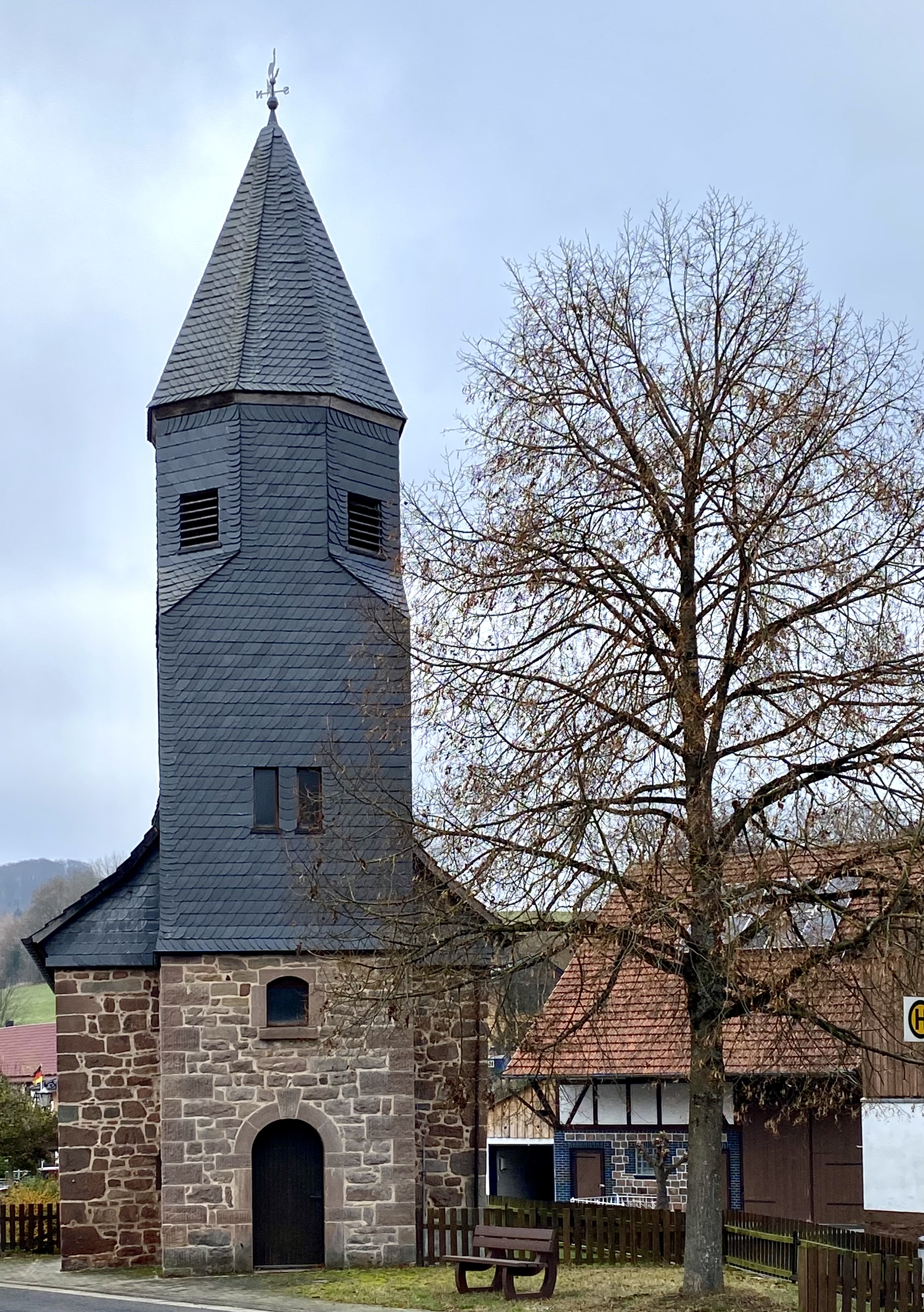
Kirche in Grebenhagen

Die Kirche und die ehemalige Dorfschule sind Kulturdenkmäler. (Siehe die Liste der Kulturdenkmäler in Grebenhagen.)